# Pedaliodes empetrus
Pedaliodes empetrus är en fjärilsart som beskrevs av Otto Thieme 1905. Pedaliodes empetrus ingår i släktet Pedaliodes och familjen praktfjärilar. Inga underarter finns listade i Catalogue of Life.